# Moving (film)
Moving is een Amerikaanse komische film uit 1988 onder regie van Alan Metter, met in de hoofdrol Richard Pryor. Andere opvallende verschijningen in de film zijn onder andere Randy Quaid als een irritante buurman, Dana Carvey als iemand met meerdere persoonlijkheden die is ingehuurd om Pryors auto te besturen en Rodney Dangerfield in een cameo als louche hypotheekadviseur.

## Verhaal
Arlo Pear is een ingenieur die in de buitenwijken van New Jersey woont. Wanneer zijn bedrijf fuseert met een ander bedrijf wordt zijn job plots overbodig en krijgt hij zijn ontslag. Arlo's vrouw Monica kan hem een baan bezorgen bij de mosterdfabriek van haar vader, maar Arlo weigert omdat hij opnieuw aan de slag wil in zijn eigen vakgebied. Zijn zoektocht verloopt moeizaam, totdat hij een telefoontje krijgt van een ander ingenieursbureau. Het bedrijf biedt hem een job aan en Arlo is enthousiast, totdat hij ontdekt dat zijn nieuwe baan in Boise zal zijn, aan de andere kant van de Verenigde Staten. Met enige aarzeling gaat Arlo toch op het aanbod in.
Arlo verkondigt met trots aan zijn gezin dat hij een nieuwe baan heeft maar onthult pas op het einde van het gesprek dat ze zullen moeten verhuizen, wat leidt tot boze reacties van zowel zijn vrouw als zijn dochter Casey. Monica stuurt zelfs hun tweelingzonen Randy en Marshall de kamer uit zodat ze haar gevloek niet zouden horen. Wanneer Monica gekalmeerd is stemt ze toch toe met de verhuizing. Casey zit het echter niet zitten en saboteert de pogingen van haar ouders om hun huis te verkopen. Ze geeft uiteindelijk toe wanneer ze van haar ouders het schooljaar mag afmaken en haar diploma mag behalen aan haar huidige school.
Monica en Arlo vinden een geschikt huis in Boise en besluiten het te kopen, hoewel de huidige eigenaars al lachend zeggen dat ze "alles meenemen", wanneer het over de apparaten en inventaris in het huis gaat. De Pears schakelen een verhuisbedrijf in en huren de aanvankelijk smetteloze Brad Williams in om Arlo's zwarte Saab 900 naar Boise te rijden.
Wanneer ze in Boise arriveren, stellen ze vast dat de vorige huiseigenaars letterlijk alles hebben meegenomen, tot en met de deuren, de trap en het zwembad. Zijn nieuwe buurman blijkt de tweelingbroer te zijn van Frank Crawford, de door oorlogsgeweld getraumatiseerde Vietnamveteraan die naast het gezin in New Jersey woonde. Net als Frank heeft Cornell Crawford dezelfde antisociale trekjes als zijn broer, waaronder het maaien van zijn gras met een monsterlijk apparaat met een V8-motor. De verhuizers dagen ook niet op omdat ze een ongeplande stop maakten in New Orleans voor Mardi Gras. Brad blijkt een meervoudigepersoonlijkheidsstoornis te hebben en levert de Saab af in een volledig gestripte en vernielde staat. Als klap op de vuurpijl wordt Arlo's nieuwe baan op zijn eerste dag geschrapt tijdens een veelbesproken persconferentie. 
Dan heeft Arlo er genoeg van. Hij bedreigt de verkopers van zijn nieuwe huis met geweld als ze het niet in de oorspronkelijke staat herstellen. Hij spoort de verhuizers op en maakt korte metten met hen zodra ze in Boise aankomen. Hij confronteert zijn nieuwe baas en weet zijn baan te redden. En wanneer de buurman zich klaarmaakt om zijn gazon te maaien, wordt hij door Arlo op zijn plaats gezet met de hulp van het woest geblaf van Flipper, de normaal gesproken hopeloos luie hond van de Pears. Casey, die haar familie miste, is ondertussen ook aangekomen in Boise.

## Rolverdeling
| Acteur           | Personage                 |
| ---------------- | ------------------------- |
| Richard Pryor    | Arlo Pear                 |
| Beverly Todd     | Monica Pear               |
| Dave Thomas      | Gary Marcus               |
| Dana Carvey      | Brad Williams             |
| Randy Quaid      | Frank en Cornell Crawford |
| Stacey Dash      | Casey Pear                |
| Morris Day       | Rudy "Something"          |
| Ji-Tu Cumbuka    | Edwards                   |
| King Kong Bundy  | Gorgo                     |
| Alan Oppenheimer | Mr. Cadell                |
| Gordon Jump      | Simon Eberhard            |
| Bill Wiley       | Arnold Butterworth        |
| Bibi Osterwald   | Crystal Butterworth       |
| Paul Willson     | Mr. Seeger                |
| Raphael Harris   | Marshall Pear             |
| Ishmael Harris   | Randy Pear                |
| Robert LaSardo   | Perry                     |

## Release en ontvangst
Moving werd uitgebracht op 4 maart 1988 maar stelde teleur aan de kassa met een opbrengst van net geen 11 miljoen dollar.
De film behaalde een score van 33% (6 beoordelingen) op Rotten Tomatoes. Op Metacritic kreeg de film een score 36 op 100 (7 beoordelingen), wat wijst op "overwegend negatieve recensies".
De Los Angeles Times gaf de film een negatieve recensie en vond de film "vrij vlak is als komedie, maar interessant als casestudy in de sociologie, aangezien de Pears net zo goed blank als zwart zouden kunnen zijn." Ook het grof taalgebruik viel niet in de smaak. The New York Times was positiever en schreef dat ""Pryor de film draagt met een Cosby-achtige genialiteit" en dat hij "veel doet om Moving grappig te maken".